# Boiu Mare
Boiu Mare – wieś w Rumunii, w okręgu Marmarosz, w gminie Boiu Mare. W 2011 roku liczyła 576 mieszkańców.